# Parimal Dey
Parimal Dey (Bengala Occidental; 4 de mayo de 1941-Calcuta, India; 1 de febrero de 2023) fue un futbolista indio que jugaba en la posición de delantero.

## Carrera

### Club
| Periodo   | Club           |
| --------- | -------------- |
| 1962–1963 | Bali Prativa   |
| 1963–1964 | Wari AC        |
| 1964–1971 | East Bengal    |
| 1971–1973 | Mohun Bagan AC |
| 1973–1974 | East Bengal    |

### Selección nacional
Jugó para India en cinco ocasiones en 1966 y anotó un gol, participó en los Juegos Asiáticos de 1966.

## Logros
East Bengal
- Liga de fútbol de Calcuta: 1966, 1970, 1973
- IFA Shield: 1965, 1966, 1970, 1973
- Copa Rovers: 1967, 1969, 1973
- Copa Durand: 1977, 1970

Mohun Bagan
- Copa Rovers: 1971